# 庫爾特氣象站
庫爾特氣象站（德語：Wetter-Funkgerät Land-26）是一座自動氣象站，由納粹德國海軍U型潜艇成員於1943年10月在紐芬蘭自治領北部的拉布拉多地區安裝。這是第二次世界大戰期間，德國在北美洲唯一已知的武裝地面行動。該氣象站在戰後被遺忘，直到1977年才被重新發現。

## 背景

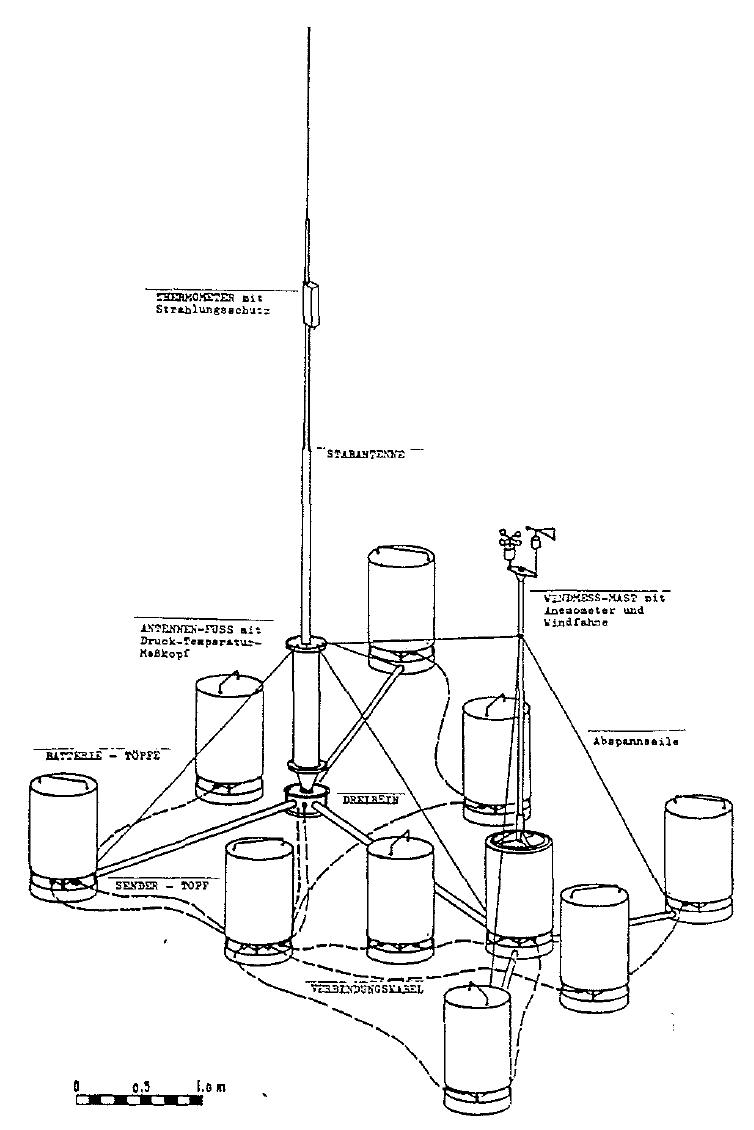
庫爾特氣象站的示意圖。

在北半球，溫帶氣候的氣象系統主要由西向東移動，這給了同盟國在氣象預報方面的顯著優勢。同盟國在北美洲、格陵蘭和冰島建立的氣象站網絡，使他們能夠比德國更精確地預測天氣。
德國氣象學家僅能依靠U艇和氣象船（如勞恩堡號）從北大西洋發來的氣象報告，還從北極偏遠地區的秘密氣象站收集數據，並使用專門的氣象機在大西洋上空進行觀測。
然而，在戰爭初期，這些氣象船和秘密氣象站很容易被同盟國俘獲。由於飛機航程有限且容易遭到同盟國的襲擊，飛機收集的數據往往不完整。而U艇定期報告氣象數據則會打破無線電靜默，使其容易被同盟國通過無線電三角測量追蹤，從而暴露其位置和行動軌跡。

## 建立
為了獲取更多氣象資訊，德國人開發了氣象廣播陸地系統（Wetter-Funkgerät Land、簡稱WFL）。該系統是由恩斯特·普洛策博士（Dr. Ernst Ploetze）和愛德溫·斯托貝（Edwin Stoebe）設計，西门子公司製造了26台，WFL配備各種測量儀器、遙測系統，以及一台150瓦的洛倫茲150 FK型發射機。整套設備由10個圓柱形罐子組成，每個罐子長約1米，直徑47厘米（周長約1.5米），重量約100公斤。其中一個罐子裝有儀器，並連接到一根10米高的天線桅杆。另一根較短的桅杆上裝有風速計和風向標，其餘罐子則裝有鎳鎘電池，為系統提供電力。WFL每三小時通過3940千赫兹頻率進行一次兩分鐘的發射，傳送氣象讀數。整個系統可運行長達六個月，具體時間取決於使用的電池罐數量。
總共14個氣象站被部署在北極及亞北極地區，包括格陵蘭、熊島群島、斯匹次卑爾根島和法蘭士約瑟夫地群島，另有5個部署於巴倫支海附近。本計劃中原有兩個氣象站計劃在北美設置，其中一個於1943年由德國U-537號潛艇成功部署，另一個則由U-867號潛艇運送，但該潛艇於1944年9月在挪威卑爾根西北部被英國的深水炸弹擊沉，未能完成任務。

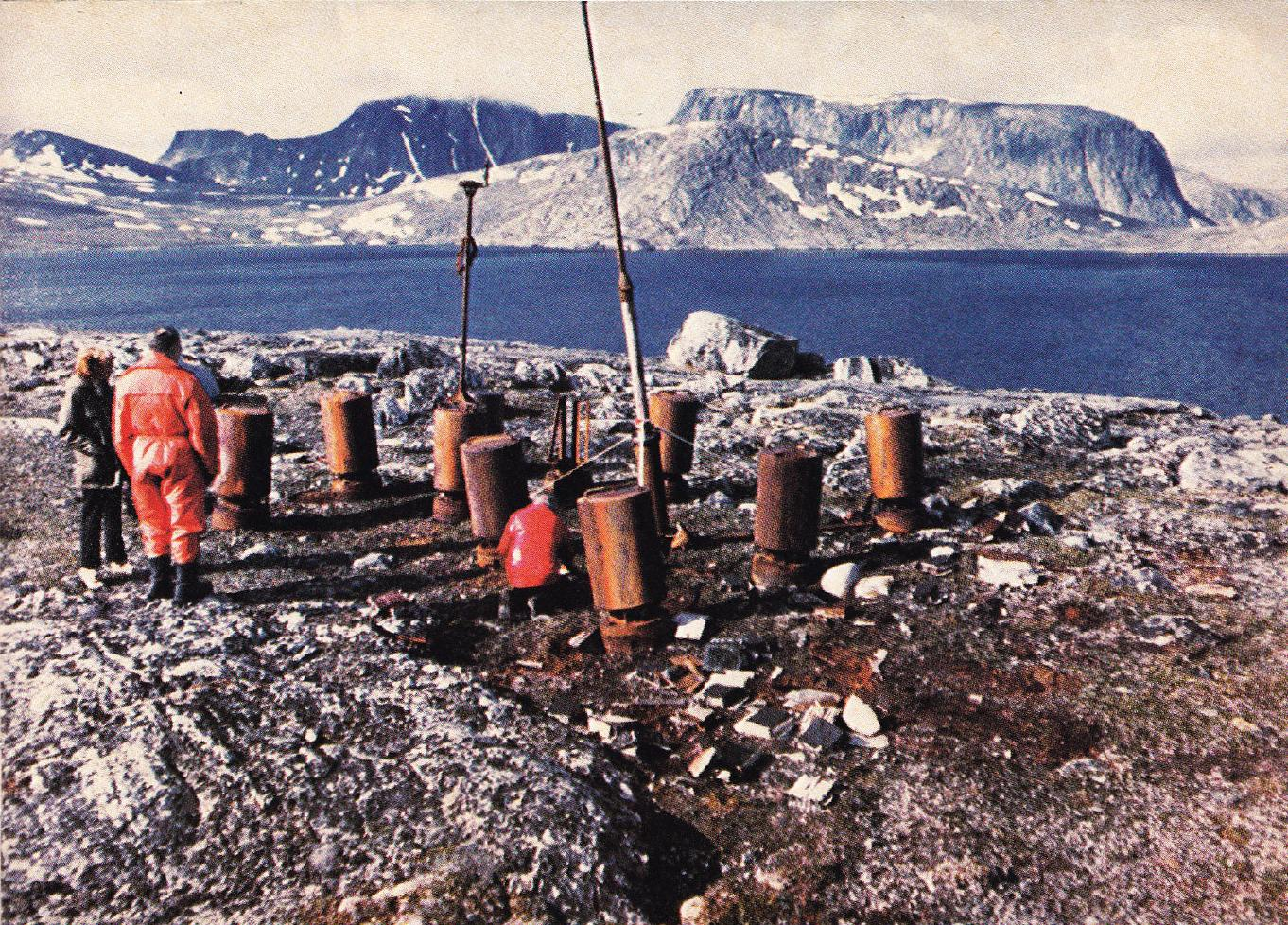
1981年的庫爾特氣象站。

1943年9月18日，彼得·施雷韋上尉（Kapitänleutnant Peter Schrewe）指揮U-537潛艇從德國基爾港出發，開始其首次戰鬥巡航，攜帶著代號為「庫爾特」（Kurt）的WFL-26氣象站，隨行的還有氣象學家庫爾特·索默梅耶博士（Dr. Kurt Sommermeyer）和助手沃爾特·希爾德布蘭特（Walter Hildebrant）。在航行途中，U艇遭遇暴風雨，巨浪造成了嚴重損壞，包括船體滲漏和四聯裝防空炮的損失，導致潛艇無法下潛，且對盟軍飛機完全沒有防禦能力。
1943年10月22日，U-537號潛艇抵達拉布拉多北部的馬丁灣，坐標為北緯60°5′0.2"，西經64°22′50.8"。這個地點靠近拉布拉多半岛的東北角奇德利角（Cape Chidley）。施雷韋選擇這個偏遠地點，以最大限度地降低被因纽特人發現的風險。錨定後不到一小時，一支偵察小隊找到了合適的安裝地點。隨後，索默梅耶博士、他的助手以及10名水手登陸，開始安裝氣象站。在附近的高地上部署了武裝哨兵，其他船員則修理潛艇在風暴中受損的區域。

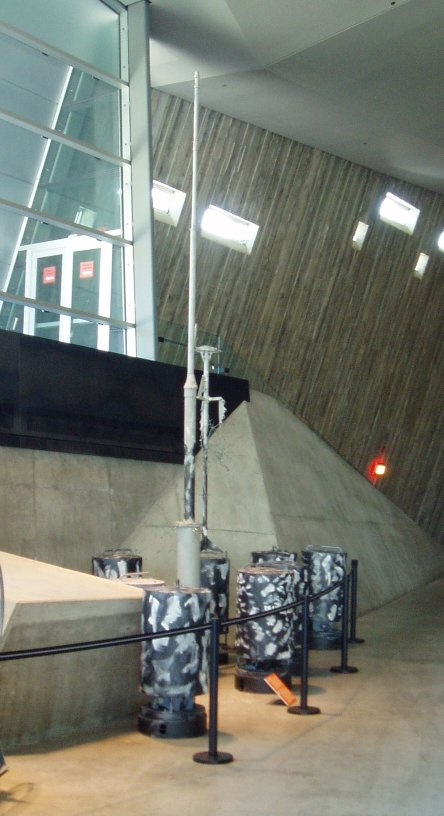
今典藏於加拿大戰爭博物館的庫爾特氣象站

為了隱藏氣象站，德軍在安裝過程中進行了偽裝，並故意留下了一些美國香煙盒，以迷惑可能偶然發現氣象站的盟軍人員。此外，氣象站的一個罐子上標有「加拿大流星服務」（Canadian Meteor Service），但錯誤地拼寫為「加拿大氣象局」（Canadian Weather Service），這是為了避免引起懷疑而故意進行的偽裝，實際上加拿大並不存在這樣的機構。值得注意的是，當時該地區屬於紐芬蘭自治領，直到1949年才併入加拿大。船員們在安裝好氣象站並修復潛艇後，整個過程僅用了28小時。確認氣象站正常運行後便離開了該地。然而，這座氣象站僅運行了幾天，信號便開始衰減，並在三週內徹底失效。
完成安裝後，U-537潛艇在纽芬兰大浅滩附近進行了一次戰鬥巡邏，期間遭遇了三次來自加拿大飛機的攻擊，但並未擊沉任何敵船。潛艇於12月8日抵達法國洛里昂港，結束了為期70天的海上行動。然而11個月後，1944年11月11日，U-U-537號潛艇在荷屬東印度附近被美國海軍潛艇比目魚號擊沉，全艇官兵全部遇難。

## 重新發現
庫爾特氣象站直到1977年才被重新發現。當時地貌学家彼得·約翰遜（Peter Johnson）在進行一個無關的項目時，偶然發現了這座德國氣象站。他當時誤以為這是加拿大的軍事設施，並將其命名為「馬丁灣7號」（Martin Bay 7） 。大約同一時間，退休的西門子工程師弗朗茲·塞林格（Franz Selinger）在撰寫西門子公司的歷史時，翻閱了索默梅耶的文件，得知了這座氣象站的存在。
塞林格隨後聯繫了加拿大國防部的歷史學家W.A.B. 道格拉斯（W.A.B. Douglas），道格拉斯於1981年率領一個團隊前往該地，發現氣象站依然存在，雖然罐子已被打開，零部件散落在現場。隨後，庫爾特氣象站被移走，今典藏於渥太華加拿大戰爭博物館。

## 外部連結
- The Nazi weather station in Labrador （页面存档备份，存于）
- Canadian War Museum artifact description （页面存档备份，存于）
- German Description of Weather Station Kurt, including a wartime picture of the deployed station
- English Description （页面存档备份，存于） of Weather Station Kurt